# Folketingsvalget 1876
Der afholdtes valg til Folketinget 25. april 1876. Der blev valgt 104 medlemmer til det nye folketing.

## Stemmeberettigede
| Sted                       | Vælgere     |
| -------------------------- | ----------- |
| København                  | 125 vælgere |
| Øvrige købstæder på øerne  | 151         |
| Købstæder i Jylland        | 147         |
| Landdistrikterne på øerne  | 159         |
| Landdistrikterne i Jylland | 155         |

Notater: Tabellen viser tallene pr. 1000 personer, i forhold til den samlede befolkning ud fra folketællingslister (1.980.675 personer). I alt var omkring var som 15,4% af Danmarks befolkning valgberettiget.

## Resultat
| Parti                | Stemmer i alt | Procent | Mandater | +/- |
| -------------------- | ------------- | ------- | -------- | --- |
| Højrekoalitionen     |               |         | 14       | -34 |
| De Nationalliberale  |               |         | 19       | -   |
| Mellempartiet        |               |         | 7        | -   |
| Det Forenede Venstre |               |         | 66       | +15 |
| Uafhængigt Venstre   |               |         | 3        | -   |
| Total                |               |         | 104      |     |